# 24 Heures de Daytona 1989
Navigation
Édition précédente Édition suivante
Les 24 Heures de Daytona 1989 (officiellement appelé le 1989 Sunbank Daytona 24 Hours ), disputées sur les 4 février 1989 et 5 février 1989 sur le Daytona International Speedway sont la vingt-septième édition de cette épreuve, la vingt-troisième sur un format de vingt-quatre heures, et la première manche du Championnat IMSA GT 1989.

## Engagés
La liste officielle des engagés était composée de 73 voitures. 69 ont participé aux essais dont 22 en GTP, 17 en GTP Lights, 18 en GTO et 12 en GTU.

## Course
Voici le classement provisoire au terme de la course,.
- Les vainqueurs de chaque catégorie sont signalés par un fond jauni.
- Pour la colonne Pneus, il faut passer le curseur au-dessus du modèle pour connaître le manufacturier de pneumatiques.

| Pos.    | Classe | N° | Écurie                                           | Pilotes                                                              | Châssis                    | Pneus | Tours |
| Pos.    | Classe | N° | Écurie                                           | Pilotes                                                              | Moteur                     | Pneus | Tours |
| ------- | ------ | -- | ------------------------------------------------ | -------------------------------------------------------------------- | -------------------------- | ----- | ----- |
| 1       | GTP    | 67 | Miller High Life/BF Goodrich 962 ( Busby Racing) | Bob Wollek Derek Bell John Andretti                                  | Porsche 962                | BF    | 621   |
| 1       | GTP    | 67 | Miller High Life/BF Goodrich 962 ( Busby Racing) | Bob Wollek Derek Bell John Andretti                                  | Porsche 3,0 l Flat-6 Turbo | BF    | 621   |
| 2       | GTP    | 61 | Castrol Jaguar Racing                            | Price Cobb John Nielsen Andy Wallace Jan Lammers                     | Jaguar XJR-9               | D     | 621   |
| 2       | GTP    | 61 | Castrol Jaguar Racing                            | Price Cobb John Nielsen Andy Wallace Jan Lammers                     | Jaguar 6,0 l V12 Atmo      | D     | 621   |
| 3       | GTP    | 3  | Brun Motorsport/Kalagian Racing                  | Oscar Larrauri Walter Brun Hans-Joachim Stuck                        | Porsche 962                | Y     | 603   |
| 3       | GTP    | 3  | Brun Motorsport/Kalagian Racing                  | Oscar Larrauri Walter Brun Hans-Joachim Stuck                        | Porsche 3,0 l Flat-6 Turbo | Y     | 603   |
| 4       | GTP    | 86 | Texaco Havoline Star Bayside Motorsports         | Klaus Ludwig James Weaver Sarel van der Merwe                        | Porsche 962                | G     | 600   |
| 4       | GTP    | 86 | Texaco Havoline Star Bayside Motorsports         | Klaus Ludwig James Weaver Sarel van der Merwe                        | Porsche 3,0 l Flat-6 Turbo | G     | 600   |
| 5       | GTP    | 77 | Mazda Motors of America                          | Yoshimi Katayama Takashi Yorino Elliott Forbes-Robinson              | Mazda 767B                 | D     | 559   |
| 5       | GTP    | 77 | Mazda Motors of America                          | Yoshimi Katayama Takashi Yorino Elliott Forbes-Robinson              | Mazda 2,6 l 4-Rotor        | D     | 559   |
| 6       | GTO    | 16 | Stroh's Light Cougar                             | Pete Halsmer (en) Bob Earl Mark Martin Paul Stewart                  | Mercury Cougar XR-7        | G     | 554   |
| 6       | GTO    | 16 | Stroh's Light Cougar                             | Pete Halsmer (en) Bob Earl Mark Martin Paul Stewart                  | Ford 6,0 l V8 Atmo         | G     | 554   |
| 7       | GTO    | 11 | Stroh's Light Cougar                             | Wally Dallenbach Jr. Dorsey Schroeder (en) Mark Martin               | Mercury Cougar XR-7        | G     | 534   |
| 7       | GTO    | 11 | Stroh's Light Cougar                             | Wally Dallenbach Jr. Dorsey Schroeder (en) Mark Martin               | Ford 6,0 l V8 Atmo         | G     | 534   |
| 8       | Lights | 9  | Essex Racing                                     | Charles Morgan John Morrison Tom Hessert Jr.                         | Tiga GT288                 | G     | 530   |
| 8       | Lights | 9  | Essex Racing                                     | Charles Morgan John Morrison Tom Hessert Jr.                         | Buick 3,0 l V6 Atmo        | G     | 530   |
| 9       | GTO    | 92 | Motorcraft                                       | Bob Zeeb Jeff Purner Bobby Akin                                      | Mercury Capri (en)         | G     | 530   |
| 9       | GTO    | 92 | Motorcraft                                       | Bob Zeeb Jeff Purner Bobby Akin                                      | Ford 6,0 l V8 Atmo         | G     | 530   |
| 10      | GTO    | 90 | Road Circuit Technology                          | Andy Petery Les Delano Craig Carter                                  | Mercury Capri (en)         | G     | 528   |
| 10      | GTO    | 90 | Road Circuit Technology                          | Andy Petery Les Delano Craig Carter                                  | Ford 6,0 l V8 Atmo         | G     | 528   |
| 11      | GTO    | 38 | Mandeville Auto Tech                             | Roger Mandeville Kelly Marsh Brian Redman                            | Mazda RX-7                 | Y     | 528   |
| 11      | GTO    | 38 | Mandeville Auto Tech                             | Roger Mandeville Kelly Marsh Brian Redman                            | Mazda 1,9 l 3-Rotor        | Y     | 528   |
| 12      | GTU    | 17 | Al Bacon Performance                             | Al Bacon Bob Reed Rod Millen                                         | Mazda RX-7                 | F     | 526   |
| 12      | GTU    | 17 | Al Bacon Performance                             | Al Bacon Bob Reed Rod Millen                                         | Mazda 1,3 l 2-Rotor        | F     | 526   |
| 13 Abd. | GTU    | 95 | Fastcolor Images                                 | Bob Leitzinger Chuck Kurtz Butch Leitzinger                          | Nissan 240SX               | T     | 517   |
| 13 Abd. | GTU    | 95 | Fastcolor Images                                 | Bob Leitzinger Chuck Kurtz Butch Leitzinger                          | Nissan 3,0 l V6 Atmo       | T     | 517   |
| 14      | GTU    | 71 | Team Highball                                    | Amos Johnson Dennis Shaw Bob Lazier                                  | Mazda RX-7                 | Y     | 516   |
| 14      | GTU    | 71 | Team Highball                                    | Amos Johnson Dennis Shaw Bob Lazier                                  | Mazda 1,3 l 2-Rotor        | Y     | 516   |
| 15      | GTP    | 8  | Fabcar American Racing                           | Tim McAdam Bill Adam (en) Chip Mead (en)                             | Fabcar GTP                 | G     | 515   |
| 15      | GTP    | 8  | Fabcar American Racing                           | Tim McAdam Bill Adam (en) Chip Mead (en)                             | Chevrolet 6,0 l V8 Atmo    | G     | 515   |
| 16      | GTU    | 89 | 901 Racing                                       | Jack Refenning Rusty Scott Freddy Baker Peter Uria                   | Porsche 911 Carrera RSR    | F     | 511   |
| 16      | GTU    | 89 | 901 Racing                                       | Jack Refenning Rusty Scott Freddy Baker Peter Uria                   | Porsche 3,2 l Flat-6 Atmo  | F     | 511   |
| 17      | GTO    | 03 | Skoal Bandit Racing                              | Tommy Kendall Max Jones Buz McCall Jack Baldwin (en)                 | Chevrolet Camaro           | G     | 498   |
| 17      | GTO    | 03 | Skoal Bandit Racing                              | Tommy Kendall Max Jones Buz McCall Jack Baldwin (en)                 | Chevrolet 5,5 l V8 Atmo    | G     | 498   |
| 18 Abd. | GTP    | 64 | Bernard Jourdain (en)                            | Bernard Jourdain (en) Oscar Manautou Allen Berg Andres Contreras     | Porsche 962                | G     | 485   |
| 18 Abd. | GTP    | 64 | Bernard Jourdain (en)                            | Bernard Jourdain (en) Oscar Manautou Allen Berg Andres Contreras     | Porsche 3,0 l Flat-6 Turbo | G     | 485   |
| 19      | GTU    | 62 | Alex Job Racing                                  | Terry Wolters Chris Kraft Rusty Bond Alex Job                        | Porsche 911                | G     | 485   |
| 19      | GTU    | 62 | Alex Job Racing                                  | Terry Wolters Chris Kraft Rusty Bond Alex Job                        | Porsche 3,0 l Flat-6 Atmo  | G     | 485   |
| 20 Abd. | GTP    | 10 | Hotchkis Racing                                  | Jim Adams John Hotchkis John Hotchkis Jr.                            | Porsche 962                | G     | 483   |
| 20 Abd. | GTP    | 10 | Hotchkis Racing                                  | Jim Adams John Hotchkis John Hotchkis Jr.                            | Porsche 3,0 l Flat-6 Turbo | G     | 483   |
| 21      | GTU    | 82 | Aspen Inn                                        | Dick Greer Mike Mees John Finger                                     | Mazda RX-7                 | Y     | 478   |
| 21      | GTU    | 82 | Aspen Inn                                        | Dick Greer Mike Mees John Finger                                     | Mazda 1,3 l 2-Rotor        | Y     | 478   |
| 22      | Lights | 40 | Bieri Racing                                     | Martino Finotto Paolo Guatamacchi Uli Bieri                          | Tiga GT286                 | G     | 475   |
| 22      | Lights | 40 | Bieri Racing                                     | Martino Finotto Paolo Guatamacchi Uli Bieri                          | Ferrari 3,0 l V8 Atmo      | G     | 475   |
| 23      | Lights | 55 | Huffaker Racing                                  | Dan Marvin (en) Alan Freed Mike Allison Scott Liebler (en)           | Spice SE86CL               | F     | 471   |
| 23      | Lights | 55 | Huffaker Racing                                  | Dan Marvin (en) Alan Freed Mike Allison Scott Liebler (en)           | Pontiac 3.0L I4 N/A        | F     | 471   |
| 24      | GTP    | 5  | Tom Milner Racing                                | Jean-Pierre Frey Marty Roth Albert Naon Jr.                          | Ford Mustang Probe         | G     | 465   |
| 24      | GTP    | 5  | Tom Milner Racing                                | Jean-Pierre Frey Marty Roth Albert Naon Jr.                          | Ford 6,0 l V8 Atmo         | G     | 465   |
| 25      | Lights | 26 | MSB Racing                                       | Dave Cowart Scott Brayton Mike Meyer Jim Fowells                     | Argo JM19                  | G     | 460   |
| 25      | Lights | 26 | MSB Racing                                       | Dave Cowart Scott Brayton Mike Meyer Jim Fowells                     | Mazda 1,3 l 2-Rotor        | G     | 460   |
| 26 Abd. | Lights | 4  | Buick/Quaker State                               | Linda Ludemann Scott Schubot John Williams                           | Spice SE88P                | G     | 456   |
| 26 Abd. | Lights | 4  | Buick/Quaker State                               | Linda Ludemann Scott Schubot John Williams                           | Buick 3,0 l V6 Atmo        | G     | 456   |
| 27 Abd. | GTP    | 83 | Electramotive Engineering                        | Arie Luyendyk Chip Robinson Geoff Brabham Michael Roe                | Nissan GTP ZX-Turbo (en)   | G     | 453   |
| 27 Abd. | GTP    | 83 | Electramotive Engineering                        | Arie Luyendyk Chip Robinson Geoff Brabham Michael Roe                | Nissan 3,0 l V6 Turbo      | G     | 453   |
| 28 Abd. | GTP    | 33 | Old Spice Pontiac                                | Dieter Quester Costas Los Jeff Kline                                 | Spice SE88P                | G     | 427   |
| 28 Abd. | GTP    | 33 | Old Spice Pontiac                                | Dieter Quester Costas Los Jeff Kline                                 | Pontiac 5,0 l V8 Atmo      | G     | 427   |
| 29 Abd. | GTP    | 09 | Ball Bros. Racing                                | Steve Durst Jay Cochran Mike Brockman Tony Belcher                   | Spice SE88P                | G     | 426   |
| 29 Abd. | GTP    | 09 | Ball Bros. Racing                                | Steve Durst Jay Cochran Mike Brockman Tony Belcher                   | Buick 4,5 l V6 Atmo        | G     | 426   |
| 30 Abd. | Lights | 63 | Mazda                                            | Howard Katz Jim Downing John O'Steen John Maffucci                   | Argo JM19                  | G     | 412   |
| 30 Abd. | Lights | 63 | Mazda                                            | Howard Katz Jim Downing John O'Steen John Maffucci                   | Mazda 1,3 l 2-Rotor        | G     | 412   |
| 31 Abd. | Lights | 43 | Motorsports Marketing                            | John Higgins Lorenzo Lamas Buddy Lazier Justus Reid                  | Fabcar CL                  | G     | 395   |
| 31 Abd. | Lights | 43 | Motorsports Marketing                            | John Higgins Lorenzo Lamas Buddy Lazier Justus Reid                  | Porsche 3,0 l Flat-6 Atmo  | G     | 395   |
| 32      | Lights | 75 | Jack Engelhardt                                  | Max Schmidt Todd Brayton Rusty Schmidt Jack Engelhardt               | Badger BB                  | G     | 391   |
| 32      | Lights | 75 | Jack Engelhardt                                  | Max Schmidt Todd Brayton Rusty Schmidt Jack Engelhardt               | Mazda 1,3 l 2-Rotor        | G     | 391   |
| 33 Abd. | GTO    | 35 | Budweiser Racing                                 | Craig Rubright Jean-Paul Libert Kermit Upton                         | Chevrolet Camaro           | G     | 360   |
| 33 Abd. | GTO    | 35 | Budweiser Racing                                 | Craig Rubright Jean-Paul Libert Kermit Upton                         | Chevrolet 5,5 l V8 Atmo    | G     | 360   |
| 34 Abd. | GTU    | 04 | SP Racing                                        | Gary Auberlen Bill Auberlen Cary Eisenlohr Monte Shelton (en)        | Porsche 911 Carrera        | G     | 351   |
| 34 Abd. | GTU    | 04 | SP Racing                                        | Gary Auberlen Bill Auberlen Cary Eisenlohr Monte Shelton (en)        | Porsche 3,0 l Flat-6 Atmo  | G     | 351   |
| 35 Abd. | Lights | 05 | Diman Racing                                     | Tato Ferrer Rolando Falgueras Manuel Villa Mandy Gonzalez            | Royale RP40                | G     | 349   |
| 35 Abd. | Lights | 05 | Diman Racing                                     | Tato Ferrer Rolando Falgueras Manuel Villa Mandy Gonzalez            | Porsche 3,0 l Flat-6 Atmo  | G     | 349   |
| 36 Abd. | GTP    | 85 | Texaco Havoline Star Bayside Motorsports         | Bruce Leven Rob Dyson (en) Dominic Dobson (en) John Paul Jr.         | Porsche 962                | G     | 347   |
| 36 Abd. | GTP    | 85 | Texaco Havoline Star Bayside Motorsports         | Bruce Leven Rob Dyson (en) Dominic Dobson (en) John Paul Jr.         | Porsche 3,0 l Flat-6 Turbo | G     | 347   |
| 37 Abd. | GTP    | 0  | Joest Racing                                     | Frank Jelinski Claude Ballot-Léna Jean-Louis Ricci                   | Porsche 962                | G     | 346   |
| 37 Abd. | GTP    | 0  | Joest Racing                                     | Frank Jelinski Claude Ballot-Léna Jean-Louis Ricci                   | Porsche 3,0 l Flat-6 Turbo | G     | 346   |
| 38 Abd. | GTU    | 87 | Overton Autosport                                | Lance Stewart Ron Cortez Jeff Alkazian Chet Fillip (en)              | Mazda RX-7                 | F     | 344   |
| 38 Abd. | GTU    | 87 | Overton Autosport                                | Lance Stewart Ron Cortez Jeff Alkazian Chet Fillip (en)              | Mazda 1,3 l 2-Rotor        | F     | 344   |
| 39      | GTO    | 51 | Caribbean Sol                                    | Jack Boxstrom Dale Kreider Mark Porcaro Carson Hurley                | Buick Somerset             | G     | 341   |
| 39      | GTO    | 51 | Caribbean Sol                                    | Jack Boxstrom Dale Kreider Mark Porcaro Carson Hurley                | Buick 6,0 l V8 Atmo        | G     | 341   |
| 40      | GTO    | 32 | Oftedahl Racing                                  | Ric Moore Pieter Baljet Randy McDonald                               | Buick Somerset             | F     | 335   |
| 40      | GTO    | 32 | Oftedahl Racing                                  | Ric Moore Pieter Baljet Randy McDonald                               | Buick 5,7 l V8 Atmo        | F     | 335   |
| 41 Abd. | GTU    | 74 | Huffaker Racing                                  | George Robinson Bart Kendall Johnny Unser                            | Pontiac Fiero              | F     | 323   |
| 41 Abd. | GTU    | 74 | Huffaker Racing                                  | George Robinson Bart Kendall Johnny Unser                            | Pontiac 3.0L I4 N/A        | F     | 323   |
| 42 Abd. | Lights | 91 | G.T. Motorsport                                  | David LaCroix David Seabroke Buzzy Smith Tommy Johnson               | Tiga GT285                 | G     | 310   |
| 42 Abd. | Lights | 91 | G.T. Motorsport                                  | David LaCroix David Seabroke Buzzy Smith Tommy Johnson               | Mazda 1,3 l 2-Rotor        | G     | 310   |
| 43 Abd. | GTP    | 60 | Castrol Jaguar Racing                            | Jan Lammers Davy Jones Raul Boesel                                   | Jaguar XJR-9               | D     | 288   |
| 43 Abd. | GTP    | 60 | Castrol Jaguar Racing                            | Jan Lammers Davy Jones Raul Boesel                                   | Jaguar 6,0 l V12 Atmo      | D     | 288   |
| 44 Abd. | GTO    | 53 | Chateau Souverain                                | Richard McDill Robert Whitaker Bill McDill                           | Chevrolet Camaro           | G     | 287   |
| 44 Abd. | GTO    | 53 | Chateau Souverain                                | Richard McDill Robert Whitaker Bill McDill                           | Chevrolet 6,0 l V8 Atmo    | G     | 287   |
| 45      | GTO    | 94 | Spirit of Brandon                                | Steve Burgner Ken Bupp Henry Brosnaham Robert Peters Mark Montgomery | Chevrolet Camaro           | G     | 269   |
| 45      | GTO    | 94 | Spirit of Brandon                                | Steve Burgner Ken Bupp Henry Brosnaham Robert Peters Mark Montgomery | Chevrolet 6,0 l V8 Atmo    | G     | 269   |
| 46 Abd. | Lights | 28 | Far Western Bank Canada Shoes                    | Tony Adamowicz (en) Albert Rocca Tomas Lopez Aurelio Lopez           | Tiga GT286                 | G     | 266   |
| 46 Abd. | Lights | 28 | Far Western Bank Canada Shoes                    | Tony Adamowicz (en) Albert Rocca Tomas Lopez Aurelio Lopez           | Mazda 1,3 l 2-Rotor        | G     | 266   |
| 47 Abd. | GTP    | 68 | Busby Racing                                     | Mario Andretti Michael Andretti                                      | Porsche 962                | BF    | 237   |
| 47 Abd. | GTP    | 68 | Busby Racing                                     | Mario Andretti Michael Andretti                                      | Porsche 3,0 l Flat-6 Turbo | BF    | 237   |
| 48 Abd. | Lights | 02 | Taymay, Inc.                                     | Parker Johnstone (en) Frank Everett Ron Nelson                       | Spice SE86CL               | G     | 229   |
| 48 Abd. | Lights | 02 | Taymay, Inc.                                     | Parker Johnstone (en) Frank Everett Ron Nelson                       | Pontiac 3.0L I4 N/A        | G     | 229   |
| 49 Abd. | GTO    | 31 | A&R Auto Electric                                | Wayne Akers Kent Painter Anthony Puleo David Donner                  | Chevrolet Camaro           | G     | 217   |
| 49 Abd. | GTO    | 31 | A&R Auto Electric                                | Wayne Akers Kent Painter Anthony Puleo David Donner                  | Chevrolet 5,7 l V8 Atmo    | G     | 217   |
| 50 Abd. | GTP    | 98 | All American Racers                              | Drake Olson (en) Chris Cord (en) Steve Bren (en)                     | Toyota 88C                 | G     | 180   |
| 50 Abd. | GTP    | 98 | All American Racers                              | Drake Olson (en) Chris Cord (en) Steve Bren (en)                     | Toyota 2.1L I4 Turbo       | G     | 180   |
| 51 Abd. | Lights | 88 | Transact, Inc.                                   | Tom Phillips Steve Johnson Bob Lesnett (en)                          | Argo JM19                  | G     | 165   |
| 51 Abd. | Lights | 88 | Transact, Inc.                                   | Tom Phillips Steve Johnson Bob Lesnett (en)                          | Ferrari 5,0 l V8 Atmo      | G     | 165   |
| 52 Abd. | GTO    | 46 | Gultwind Marine                                  | Daniel Urrutia Gene Whipp Gary Smith Jack Swanson                    | Chevrolet Camaro           | G     | 160   |
| 52 Abd. | GTO    | 46 | Gultwind Marine                                  | Daniel Urrutia Gene Whipp Gary Smith Jack Swanson                    | Chevrolet 5,7 l V8 Atmo    | G     | 160   |
| 53 Abd. | GTU    | 07 | Full Time Racing                                 | Tommy Riggins Joe Varde (en) Kal Showket                             | Dodge Daytona              | Y     | 156   |
| 53 Abd. | GTU    | 07 | Full Time Racing                                 | Tommy Riggins Joe Varde (en) Kal Showket                             | Dodge 2.4L I4 N/A          | Y     | 156   |
| 54 Abd. | GTU    | 57 | Kryder Racing                                    | Reed Kryder Zoltan Polony Brian Goodwin Craig Shafer                 | Nissan 300ZX               | G     | 142   |
| 54 Abd. | GTU    | 57 | Kryder Racing                                    | Reed Kryder Zoltan Polony Brian Goodwin Craig Shafer                 | Nissan 3,0 l V6 Atmo       | G     | 142   |
| 55 Abd. | GTP    | 6  | Tom Milner Racing                                | Tom Pumpelly Ruggero Melgrati Jack Baldwin                           | Ford Mustang Probe         | G     | 117   |
| 55 Abd. | GTP    | 6  | Tom Milner Racing                                | Tom Pumpelly Ruggero Melgrati Jack Baldwin                           | Ford 2.1L I4 Turbo         | G     | 117   |
| 56 Abd. | Lights | 36 | Erie Scientific                                  | John Grooms John Fergus Frank Jellinek Charles Monk                  | Argo JM16                  | G     | 111   |
| 56 Abd. | Lights | 36 | Erie Scientific                                  | John Grooms John Fergus Frank Jellinek Charles Monk                  | Mazda 1,3 l 2-Rotor        | G     | 111   |
| 57 Abd. | GTO    | 47 | Chaunce Wallace                                  | Jim Burt Nort Northam Chaunce Wallace                                | Chevrolet Camaro           | G     | 111   |
| 57 Abd. | GTO    | 47 | Chaunce Wallace                                  | Jim Burt Nort Northam Chaunce Wallace                                | Chevrolet 5,1 l V8 Atmo    | G     | 111   |
| 58 Abd. | GTO    | 27 | Rocketsports Racing                              | Scott Pruett Jerry Clinton Les Lindley Paul Gentilozzi               | Oldsmobile Cutlass (en)    | G     | 101   |
| 58 Abd. | GTO    | 27 | Rocketsports Racing                              | Scott Pruett Jerry Clinton Les Lindley Paul Gentilozzi               | Chevrolet 6,0 l V8 Atmo    | G     | 101   |
| 59 Abd. | Lights | 20 | Kennedy Groves                                   | Fred Phillips Ron McKay Randy Pobst (en)                             | Tiga GT285                 | H     | 92    |
| 59 Abd. | Lights | 20 | Kennedy Groves                                   | Fred Phillips Ron McKay Randy Pobst (en)                             | Mazda 1,3 l 2-Rotor        | H     | 92    |
| 60 Abd. | GTP    | 30 | Torno-Momo                                       | Massimo Sigala Mauro Baldi Giampiero Moretti Stanley Dickens         | Porsche 962                | G     | 80    |
| 60 Abd. | GTP    | 30 | Torno-Momo                                       | Massimo Sigala Mauro Baldi Giampiero Moretti Stanley Dickens         | Porsche 3,0 l Flat-6 Turbo | G     | 80    |
| 61 Abd. | GTP    | 84 | Electramotive Engineering                        | Michael Roe Geoff Brabham Chip Robinson Arie Luyendyk                | Nissan GTP ZX-Turbo (en)   | G     | 51    |
| 61 Abd. | GTP    | 84 | Electramotive Engineering                        | Michael Roe Geoff Brabham Chip Robinson Arie Luyendyk                | Nissan 3,0 l V6 Turbo      | G     | 51    |
| 62 Abd. | GTO    | 12 | Del Russo Taylor                                 | Ken Bupp Robert Peters Del Russo Taylor Mark Montgomery Paul Goral   | Pontiac Firebird           | G     | 50    |
| 62 Abd. | GTO    | 12 | Del Russo Taylor                                 | Ken Bupp Robert Peters Del Russo Taylor Mark Montgomery Paul Goral   | Pontiac 6,0 l V8 Atmo      | G     | 50    |
| 63 Abd. | GTO    | 29 | Overbagh Motor Racing                            | Oma Kimbrough Robert Kahn Hoyt Overbagh Robert Siegal Robert Peters  | Chevrolet Camaro           | G     | 31    |
| 63 Abd. | GTO    | 29 | Overbagh Motor Racing                            | Oma Kimbrough Robert Kahn Hoyt Overbagh Robert Siegal Robert Peters  | Chevrolet 6,0 l V8 Atmo    | G     | 31    |
| 64 Abd. | Lights | 58 | Gary Wonzer Racing                               | Bill Bean Michael Dow Gary Wonzer                                    | Lola T616                  | H     | 19    |
| 64 Abd. | Lights | 58 | Gary Wonzer Racing                               | Bill Bean Michael Dow Gary Wonzer                                    | Mazda 1,3 l 2-Rotor        | H     | 19    |
| 65 Abd. | GTO    | 96 | Paul Reisman                                     | Paul Reisman Bob Hebert Tom Gaffney Doug Mills                       | Chevrolet Camaro           | F     | 4     |
| 65 Abd. | GTO    | 96 | Paul Reisman                                     | Paul Reisman Bob Hebert Tom Gaffney Doug Mills                       | Chevrolet 5,8 l V8 Atmo    | F     | 4     |
| 66 Abd. | GTU    | 72 | Jay Kjoller                                      | Jay Kjoller Patrick Mooney Robin Boone Bob Dotson                    | Porsche 911                | F     | 2     |
| 66 Abd. | GTU    | 72 | Jay Kjoller                                      | Jay Kjoller Patrick Mooney Robin Boone Bob Dotson                    | Porsche 3,2 l Flat-6 Atmo  | F     | 2     |
| 67 Abd. | GTP    | 66 | Castrol Jaguar Racing                            | Derek Daly Martin Donnelly Patrick Tambay                            | Jaguar XJR-9               | D     | 1     |
| 67 Abd. | GTP    | 66 | Castrol Jaguar Racing                            | Derek Daly Martin Donnelly Patrick Tambay                            | Jaguar 6,0 l V12 Atmo      | D     | 1     |
| DNS     | GTP    | 7  | Tom Milner Racing                                | Lyn St. James David Loring Marty Roth                                | Ford Mustang Probe         | ?     | -     |
| DNS     | GTP    | 7  | Tom Milner Racing                                | Lyn St. James David Loring Marty Roth                                | ?                          | ?     | -     |
| DNS     | Lights | 79 | Whitehall Motorsports                            | Jim Rothbarth Mike Ciasulli Kenper Miller Gene Felton (en)           | Spice SE87L                | G     | -     |
| DNS     | Lights | 79 | Whitehall Motorsports                            | Jim Rothbarth Mike Ciasulli Kenper Miller Gene Felton (en)           | Pontiac 2.7L I4 N/A        | G     | -     |